# Dzierżoniów (gromada)
Dzierżoniów – dawna gromada, czyli najmniejsza jednostka podziału terytorialnego Polskiej Rzeczypospolitej Ludowej w latach 1954–1972.
Gromady, z gromadzkimi radami narodowymi (GRN) jako organami władzy najniższego stopnia na wsi, funkcjonowały od reformy reorganizującej administrację wiejską przeprowadzonej jesienią 1954 do momentu ich zniesienia z dniem 1 stycznia 1973, tym samym wypierając organizację gminną w latach 1954–1972.
Gromadę Dzierżoniów z siedzibą GRN w mieście Dzierżoniowie (nie wchodzącym w skład gromady) utworzono 1 stycznia 1960 w powiecie dzierżoniowskim w woj. wrocławskim z obszarów zniesionych gromad Piława Dolna i Uciechów w tymże powiecie. Dla gromady ustalono 25 członków gromadzkiej rady narodowej.
1 lipca 1968 do gromady Dzierżoniów włączono obszar zniesionej gromady Mościsko w tymże powiecie.
Gromada przetrwała do końca 1972 roku, czyli do kolejnej reformy gminnej. 1 stycznia 1973 w powiecie dzierżoniowskim utworzono gminę Dzierżoniów.